# Parábola de la higuera sin fruto

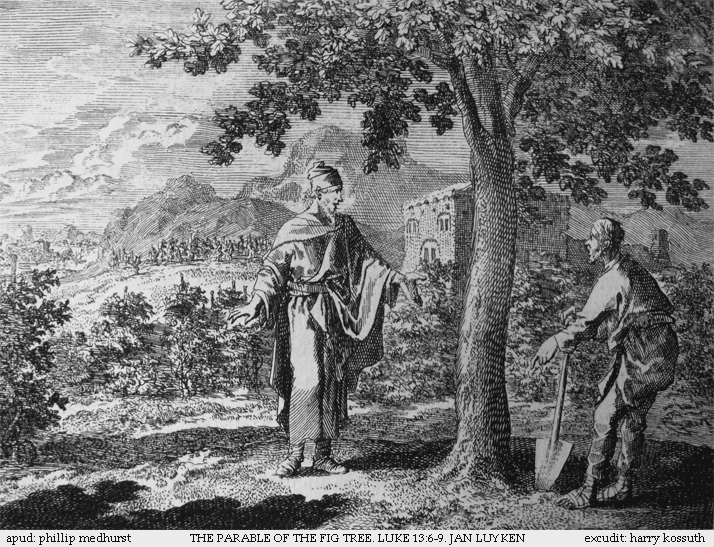
Grabado que representa la parábola de la higuera estéril, realizado por el poeta e ilustrador Jan Luyken. Biblia Bowyer, Bolton.

La parábola de la higuera sin fruto, también llamada parábola de la higuera estéril, es una comparación (mashal) que se encuentra únicamente en el Evangelio de Lucas (13, 6-9).  El evangelista, que pone esta enseñanza en labios de Jesús de Nazaret, ubica esta parábola en un pasaje en el cual se realiza una llamada a la conversión y al arrepentimiento, y con ella estimula a los oyentes a rectificar sus conductas.

## La parábola
(Jesús) Les dijo esta parábola: «Un hombre tenía una higuera plantada en su viña, y fue a buscar fruto en ella, y no lo encontró. Dijo entonces al viñador:
—Ya hace tres años que vengo a buscar fruto en esta higuera, y no lo encuentro; córtala; ¿para qué va a cansar la tierra?
Pero él le respondió:
—Señor, déjala por este año todavía y mientras tanto cavaré a su alrededor y le echaré abono, por si da fruto en adelante; y si no da, la cortas.»
Lucas 13, 6-9; Biblia de Jerusalén

## Simbolismo de la higuera
En la Antigüedad, existía la costumbre de plantar higueras en una viña, tal lo comentado por Plinio el Viejo en su Naturalis historia, una práctica que perduraba a pesar de haber sido desaconsejada por Teofrasto más de tres siglos antes.
En la Biblia en general y en el Antiguo Testamento en particular, la higuera simboliza al pueblo de Israel o a la tribu de Judá. Se la considera, pues, un símbolo del pueblo de Dios.

## Significado de la parábola

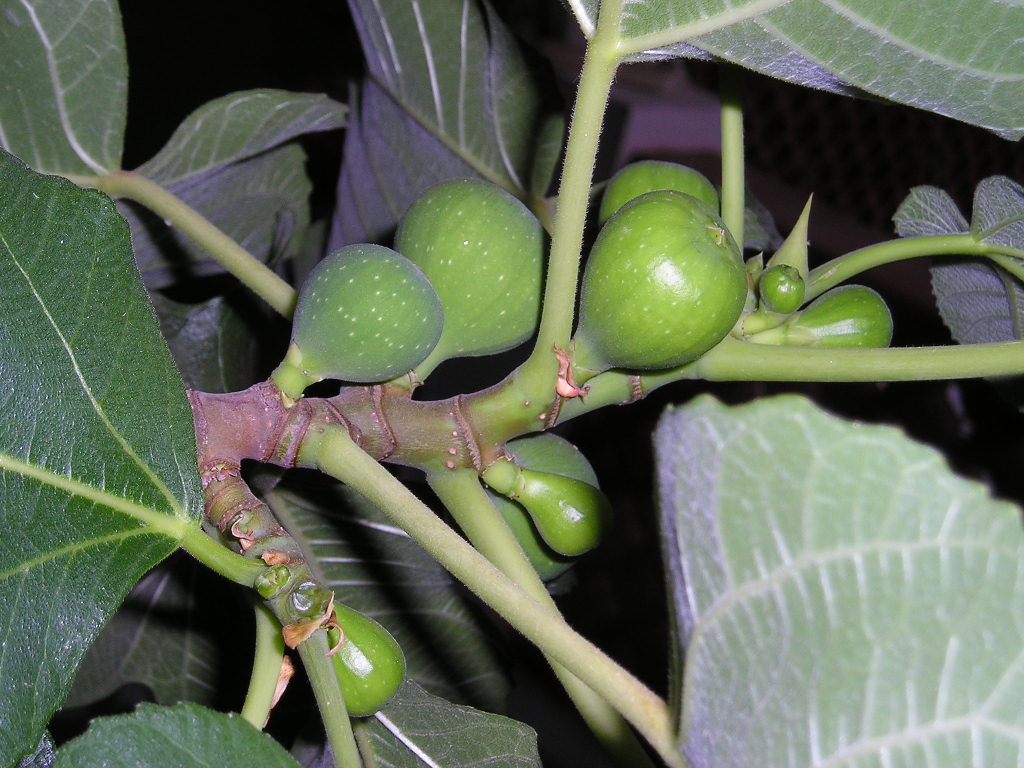
Higuera con frutos en crecimiento, tal como espera encontrar un agricultor.

La parábola de la higuera estéril es una de las ocho parábolas que terminan bruscamente sin que los evangelios brinden una interpretación directa de su aplicación. En esas parábolas, Jesús dejaba al oyente sacar su propia conclusión.
El uso de la higuera, que simboliza al pueblo de Israel, implica que la pertenencia al pueblo de Dios no significa una protección frente al juicio final, y que cada quien debe producir sus frutos. El árbol simboliza al pecador que no dio frutos de conversión. En la parábola, el hombre que es dueño de la higuera manifiesta claramente su disgusto y contrariedad al ver que la higuera no produjo frutos, lo que provoca su reacción.
A pesar de la obstinación del árbol en no dar frutos (es decir, la obstinación del pecador en no convertirse), el viñador de la parábola sale en defensa del árbol sentenciado, como si se tratase de una causa judicial, e insiste ante el dueño de la higuera en abrir un período de gracia antes de ejecutar la sentencia. Ese período de gracia significa la misericordia de Dios, de la que según la enseñanza de la parábola no se debe abusar.

En la historia de Ahiqar (ya conocida en el siglo V antes de Cristo) se dice: «Hijo mío, tú eres como un árbol que no daba frutos, aunque estaba junto al agua, y su amo se vio obligado a cortar.» Y él le dijo: «Trasplántame, y, si entonces tampoco doy fruto, córtame.» Pero su amo le dijo: «Cuando estabas junto al agua no diste fruto, ¿cómo vas a dar fruto cuando estés en otro lugar?» Jesús utiliza esta narración popular que circulaba en diferentes versiones, pero le da otra conclusión: la petición no es rechazada, sino concedida; del anuncio de una sentencia se hace una llamada a la penitencia. La misericordia de Dios llega hasta suspender la decisión de castigo ya tomada.
Joachim Jeremias